# Arenales de Cochiraya
Los Arenales de Cochiraya son una formación de arena que se encuentra al noroeste de la ciudad de Oruro, en las tierras altas de Bolivia. Fue declarada patrimonio cultural y paisajístico arenales de Cochiraya y San Pedro de la ciudad de Oruro en 2007 y también es reconocida por Ley Municipal Nº 004 de 23 de diciembre de 2013. Cuenta con una superficie de 150 ha, y se encuentran a las faldas del noroeste del cerro San Pedro.
Desde 2004 se realiza el festival de escultura en arena con apoyo del Gobierno Municipal de Oruro. El mismo comenzó con 20 artistas y registra más de 250 participantes en la versión del concurso del 2019.